# Anton Pahor
Anton Pahor, slovenski rimskokatoliški duhovnik, * 27. junij 1848, Jamlje, Avstrijsko cesarstvo, † 17. avgust 1910, Gorica.
Rodil se je v Jamljah pri Tržiču. Sveto mašniško posvečenje je prejel bil 27. avgusta 1876. Kot kaplan je služboval v Srpenici, Opatjem selu, Komnu in Rihemberku (sedaj Branik), nato je bil od 1894 do 1905 vikar v Kromberku in 1905 do 1909 v Sovodnjah ob Soči. Bil je zaveden Slovenec. V vseh krajih kjer je služboval se je boril za narodnostne, duhovne in gmotne pravice svojih rojakov.